# Dr. Jekyll and Mr. Hyde (película de 2000)
Dr. Jekyll and Mr. Hyde (conocida en Argentina como La profecía del tigre) es una película de acción, ciencia ficción y terror de 2000, dirigida por Colin Budds, escrita por Peter M. Lenkov y basada en la novela El extraño caso del doctor Jekyll y el señor Hyde de Robert Louis Stevenson, musicalizada por Garry McDonald y Laurie Stone, en la fotografía estuvo Mark Wareham y los protagonistas son Adam Baldwin, Steve Bastoni y Anthony Brandon Wong, entre otros. El filme fue realizado por Telescene Film Group Productions, se estrenó el 28 de julio de 2000.

## Sinopsis
Una versión de artes marciales de Hong Kong de Jekyll y Hyde, con Hyde como el legendario campeón de combate, apodado el Tigre Blanco, que se enfrenta a la mafia china, los vendedores de estupefacientes y el tráfico de órganos.